# Álex Carbonell
Alejandro Carbonell Vallés, detto Álex (Sant Cugat del Vallès, 15 settembre 1997), è un calciatore spagnolo, centrocampista del Lugo.

## Carriera

### Club
Cresciuto nel settore giovanile del Barcellona, dopo due stagioni trascorse con la seconda squadra dei blaugrana, il 27 luglio 2017 passa al Reus. Rimasto svincolato dopo il fallimento dei catalani, il 31 gennaio 2019 viene tesserato dal Córdoba. Al termine della stagione passa al Valencia che lo cede in prestito annuale al Fortuna Sittard.

### Nazionale
Ha giocato nelle nazionali giovanili spagnole Under-16 ed Under-17.

## Statistiche

### Presenze e reti nei club
Statistiche aggiornate al 25 maggio 2021.
| Stagione            | Squadra             | Campionato          | Campionato | Campionato | Coppe nazionali | Coppe nazionali | Coppe nazionali | Coppe continentali | Coppe continentali | Coppe continentali | Altre coppe | Altre coppe | Altre coppe | Totale | Totale |
| Stagione            | Squadra             | Comp                | Pres       | Reti       | Comp            | Pres            | Reti            | Comp               | Pres               | Reti               | Comp        | Pres        | Reti        | Pres   | Reti   |
| ------------------- | ------------------- | ------------------- | ---------- | ---------- | --------------- | --------------- | --------------- | ------------------ | ------------------ | ------------------ | ----------- | ----------- | ----------- | ------ | ------ |
| 2015-2016           | Barcellona B        | SDB                 | 2          | 0          | -               | -               | -               | -                  | -                  | -                  | -           | -           | -           | 2      | 0      |
| 2016-2017           | Barcellona B        | SDB                 | 22+1       | 2          | -               | -               | -               | -                  | -                  | -                  | -           | -           | -           | 23     | 2      |
| Totale Barcellona B | Totale Barcellona B | Totale Barcellona B | 24+1       | 2          |                 | -               | -               |                    | -                  | -                  |             | -           | -           | 25     | 2      |
| 2016-2017           | Barcellona          | PD                  | 0          | 0          | CR              | 1               | 0               | UCL                | -                  | -                  | SS          | -           | -           | 1      | 0      |
| 2017-2018           | Reus                | SD                  | 20         | 1          | CR              | 0               | 0               | -                  | -                  | -                  | -           | -           | -           | 20     | 1      |
| 2018-gen. 2019      | Reus                | SD                  | 13         | 1          | CR              | 2               | 0               | -                  | -                  | -                  | -           | -           | -           | 15     | 1      |
| Totale Reus         | Totale Reus         | Totale Reus         | 33         | 2          |                 | 2               | 0               |                    | -                  | -                  |             | -           | -           | 35     | 2      |
| gen.-giu. 2019      | Córdoba             | SD                  | 9          | 0          | CR              | -               | -               | -                  | -                  | -                  | -           | -           | -           | 9      | 0      |
| 2019-2020           | Fortuna Sittard     | E                   | 17         | 0          | CO              | 2               | 0               | -                  | -                  | -                  | -           | -           | -           | 19     | 0      |
| 2020-2021           | Lucerna             | SL                  | 9          | 0          | CS              | 0               | 0               | -                  | -                  | -                  | -           | -           | -           | 9      | 0      |
| Totale carriera     | Totale carriera     | Totale carriera     | 92+1       | 4          |                 | 5               | 0               |                    | -                  | -                  |             | -           | -           | 98     | 4      |

## Palmarès

### Club

#### Competizioni nazionali
- Coppa Svizzera: 1

Lucerna: 2020-2021